# Monocentrus rotundicornis
Monocentrus rotundicornis är en insektsart som beskrevs av Peláez 1935. Monocentrus rotundicornis ingår i släktet Monocentrus och familjen hornstritar. Inga underarter finns listade i Catalogue of Life.